# مايك راتليف
مايك راتليف (بالإنجليزية: Mike Ratliff)‏ مواليد 7 يونيو 1951 في نيو ألباني، هو لاعب كرة سلة أمريكي معتزل. بدأ مسيرته الاحترافية في سنة 1972. تم اختياره من قبل فريق سكرامنتو كينغز خلال الدرافت. لعب في الرابطة الوطنية لكرة السلة كلاعب وسط. حمل الرقم 43. يبلغ طوله 6 قدم 10 بوصة (2.1 م). اعتزل اللعب في 1978.

## روابط خارجية
- مايك راتليف على موقع إن بي أي (الإنجليزية)
- مايك راتليف على موقع سبورتس رفرنس (الإنجليزية)
- مايك راتليف على موقع ريلجم (الإنجليزية)
- مايك راتليف على موقع بروبوليرز (الإنجليزية)